# Terastia minor
Terastia minor là một loài bướm đêm trong họ Crambidae.